# Форум Боариум
Форум Боариум (на латински: Forum Boarium – Говежди форум) е най-древният форум в Рим.
Намирал се е на десния бряг на Тибър, обкръжен от хълмовете Капитолий, Палатин и Авентин. В ранния период на Римската република там се е водила оживена търговия с добитък.
От форума са се запазили 2 храма – Храмът на Херкулес (ок. 120 г. пр.н.е.) и Храмът на Портун (ок. 80 г. пр.н.е.), които дълго време действат в качеството на църкви. Върху руините на големия олтар на Херкулес през 6 век е построена базиликата „Санта Мария ин Космедин“.